# Château de Bailleul
 (juillet 2010).
Si vous disposez d'ouvrages ou d'articles de référence ou si vous connaissez des sites web de qualité traitant du thème abordé ici, merci de compléter l'article en donnant les références utiles à sa vérifiabilité et en les liant à la section « Notes et références ».
Le château de Bailleul est une demeure de la Renaissance qui se dresse sur le territoire de la commune française d'Angerville-Bailleul, dans le département de la Seine-Maritime, en région Normandie.
Le château, propriété privée non ouverte à la visite, est totalement protégé au titre des monuments historiques.

## Localisation
Le château est situé, à 1 km au nord-ouest de l'église Saint-Médard, sur la commune d'Angerville-Bailleul, dans le département français de la Seine-Maritime.

## Historique
Bertrand de Bailleul, qui à partir de 1540 semble disposer de moyens financiers importants, achète coup sur coup la terre de Theuville et celle d'Angerville, où il construit son château et y accole son nom, Bailleul, d'où le nom d'Angerville-Bailleul. Bertrand, seigneur de Rufosse, marié en 1526 à Catherine de Piétreval, y fait construire, entre 1543 et sa mort, survenue en 1573, un château de style Renaissance italienne, insolite en pays de Caux, entre autres par son plan carré. C'est au château qu'il aurait reçu, en 1561, la reine Marie Stuart retournant en Écosse après la mort de François II.
Peu d'archives documentent sa construction, qui se situerait vers 1550,.
Le frère de Bertrand, seul héritier, laisse Bailleul à son fils aîné, Robert. Les enfants du cadet, dont le plus jeune est grand louvetier de France, et l'aîné, Nicolas, qui sera conseiller au Parlement de Paris dès 1608, deviendra ambassadeur en Savoie, président du Grand Conseil, prévôt des marchands de Paris, chancelier de la reine Anne d'Autriche, ministre d'État et surintendant des finances de 1643 à 1647,.
Le château éprouvé par la Révolution sera réparé à l'économie ; les douves sont comblées et les toitures simplifiées.
En 1998, il était la possession de Mme de Bailleul-Moltzer.

## Description

### Le château

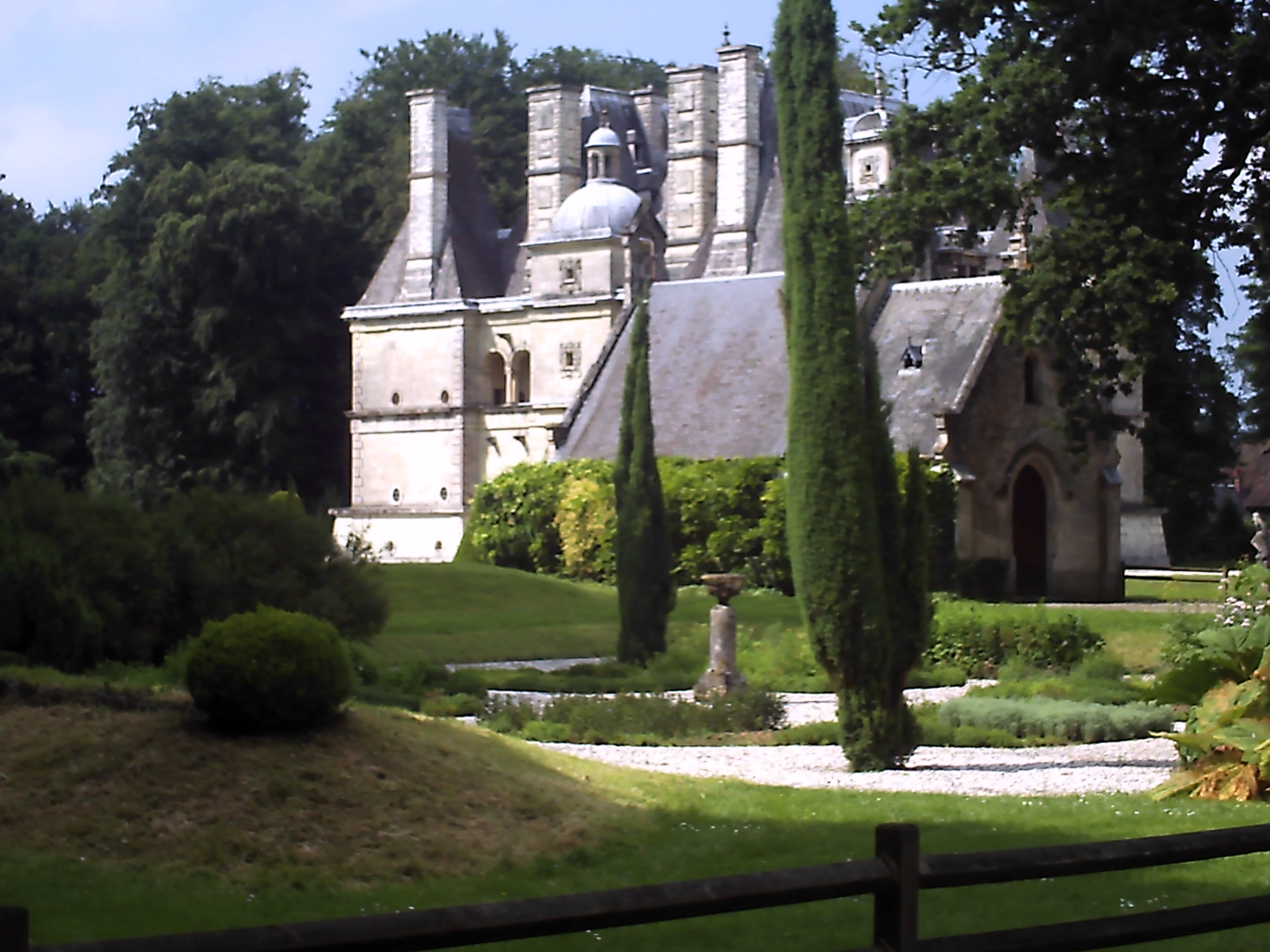
Le château, sa chapelle et son jardin aromatique.

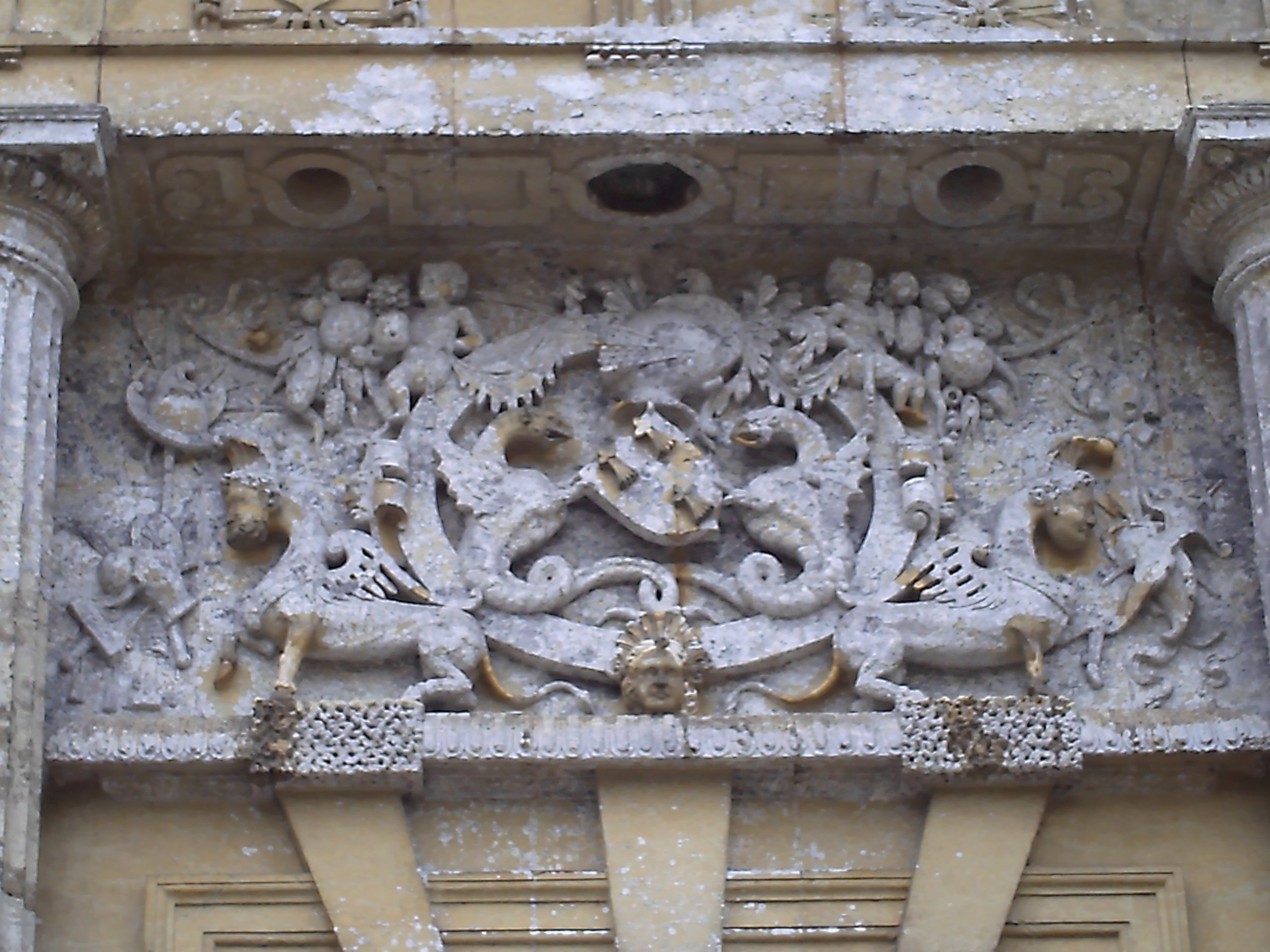
Dessus-de-porte sculpté aux armes des Bailleul.

Entièrement construit en pierre, sur un large socle taluté, le corps de logis de plan carré, coiffé de deux grands comble reliés en « H », est cantonné de quatre pavillons quadrangulaires, fortement saillants, dont les hauts toits sont surmontés de quatre statues symbolisant les quatre vertus cardinales. On y accède par un large perron menant à une porte basse surmontée d'un grand tableau sculpté et au-dessus les trois ordres classiques et une lucarne coiffée d'un petit dôme et d'un guerrier en plomb.
Les façades latérales sont percées de rares et petites ouvertures ovales et rectangulaires, et comportent chacune une loggia à l'italienne permettant l'accès d'un pavillon à l'autre. La sobriété des façades latérales contrastent avec la richesse architecturale des deux autres façades, ornées de sculptures représentant les armoiries des marquis de Bailleul.
Le plan et l'élévation présentent certaines ressemblances avec le modèle « X » de Du Cerceau.
Des travaux de mise au goût du jour eurent lieu autour de 1780. Leur faible qualité a entrainé leur disparition, lors de restaurations de la fin du XIXe siècle, restituant notamment aux toitures leurs complexité primitive.
L'intérieur du château, non ouvert à la visite, contient des détails architecturaux insolites en France, et typiques de la Renaissance italienne, avec des plafonds en ogives et d'un escalier à double révolution.

### Le parc
Le parc du château, avec ses grands alignements de hêtres, et peuplé de vases et de statues, n'est pas ouvert à la visite. Il demeure privé. La perspective du château se déploie sur plus d'un kilomètre.

### Site de lancement de V1
Il y a dans le parc des grandS buissons d'hortensias qui cachent des longues plaques de béton. Durant l'occupation, la marquise de Bailleul (née Isabella Buccio della Conca) avait été relogée dans la maison des gardiens par les Allemands qui s'étaient installés au château. Un jour, elle a vu des ouvriers creuser de longs fossés dans le parc. C'étaiENt des Italiens avec lesquels elle a pu parler dans sa langue natale. Ils lui ont dit que les Allemands allaient envoyer des sortes de fusées vers l'Angleterre. Affolée à l'idée que les Alliés pourraient bombarder le parc et le château, elle s'est renseignée sur ces fusées, notamment sur la possibilité de les empêcher de décoller. On lui a dit qu'elles avaient un système magnétique et que de la ferraille pourrait perturber, voire empêcher un décollage. Elle a alors payé une fortune les ouvriers pour qu'ils enfouissent de la ferraille dans le béton fraîchement coulé. De cette façon, aucun V1 ou V2 n'a pu décoller du parc du château de Bailleul. La Résistance l'a su et le château n'a jamais été inquiété. Après la guerre, son époux a voulu faire retirer ces énormes rampes de lancement mais on lui a dit qu'il faudrait les faire exploser et que ça endommagerait le bâtiment. La marquise a donc décidé de faire planter des haies d'hortensias le long de ces rampes de béton pour les cacher

#### Les communs
Les bâtiments du parc, comme la remise aux attelages et la grange dîmière, comportent d'exceptionnelles sculptures et dentelles de bois.

## Protection
Au titre des monuments historiques :
- le domaine avec l'ensemble de la clôture et du bâti, les sols et plantations, ainsi que la grande perspective sont inscrits par arrêté du 28 juillet 2005 ;
- le château en totalité est classé par arrêté du 8 juillet 2010.

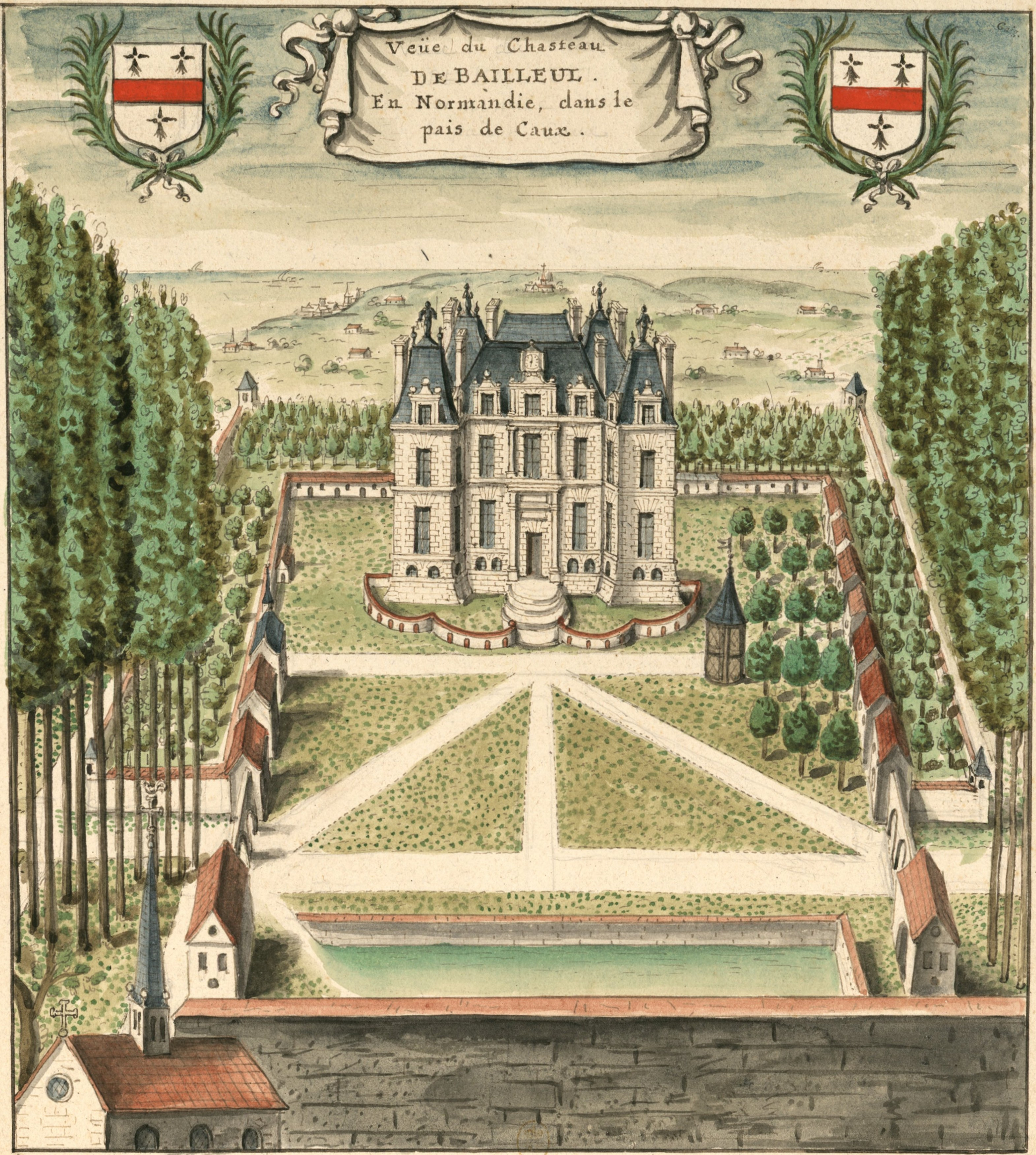
Dessin de Louis Boudan, 1696.
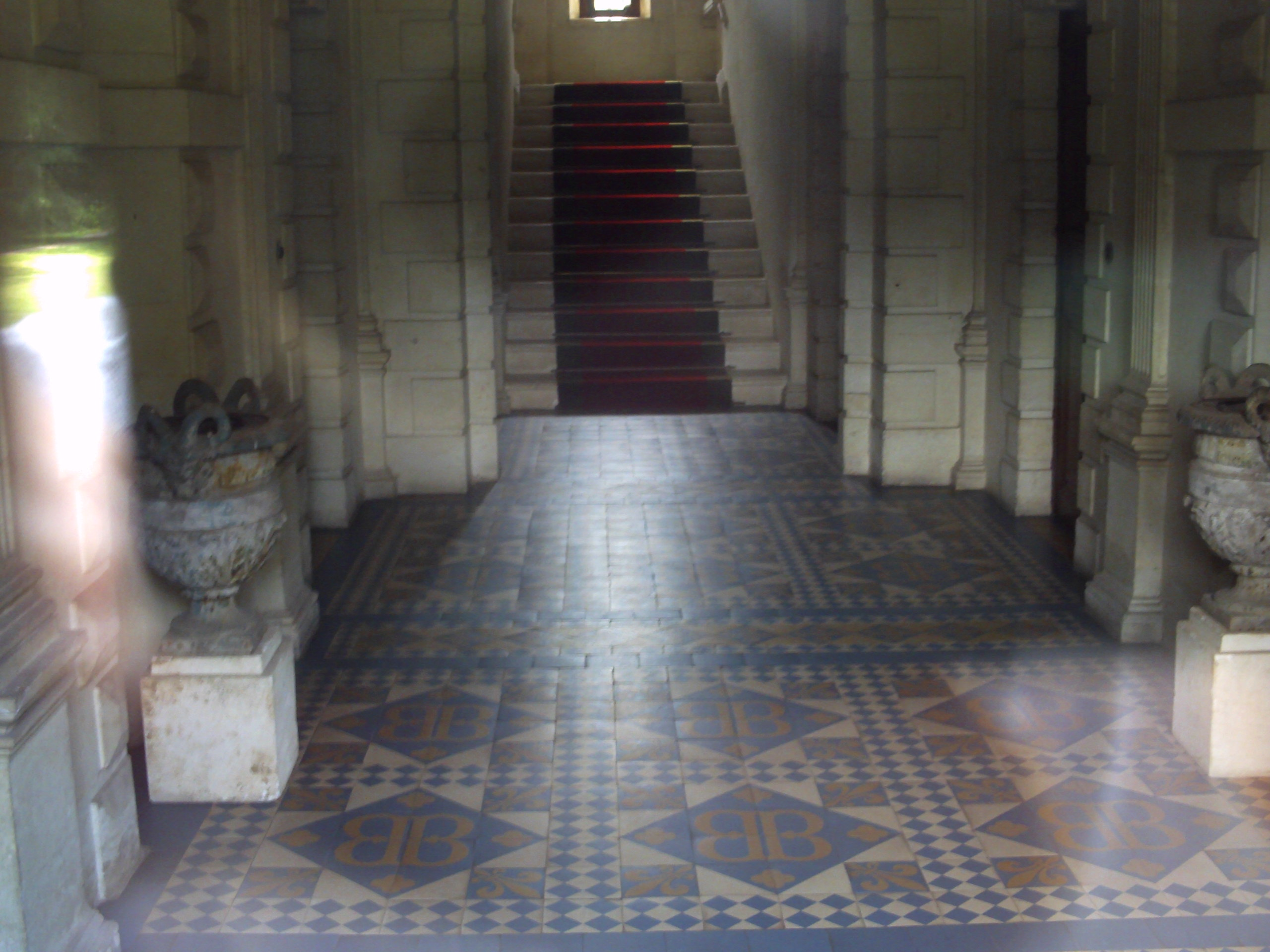
L'entrée du logis et sa tomette ornée des entrelacs des marquis de Bailleul.
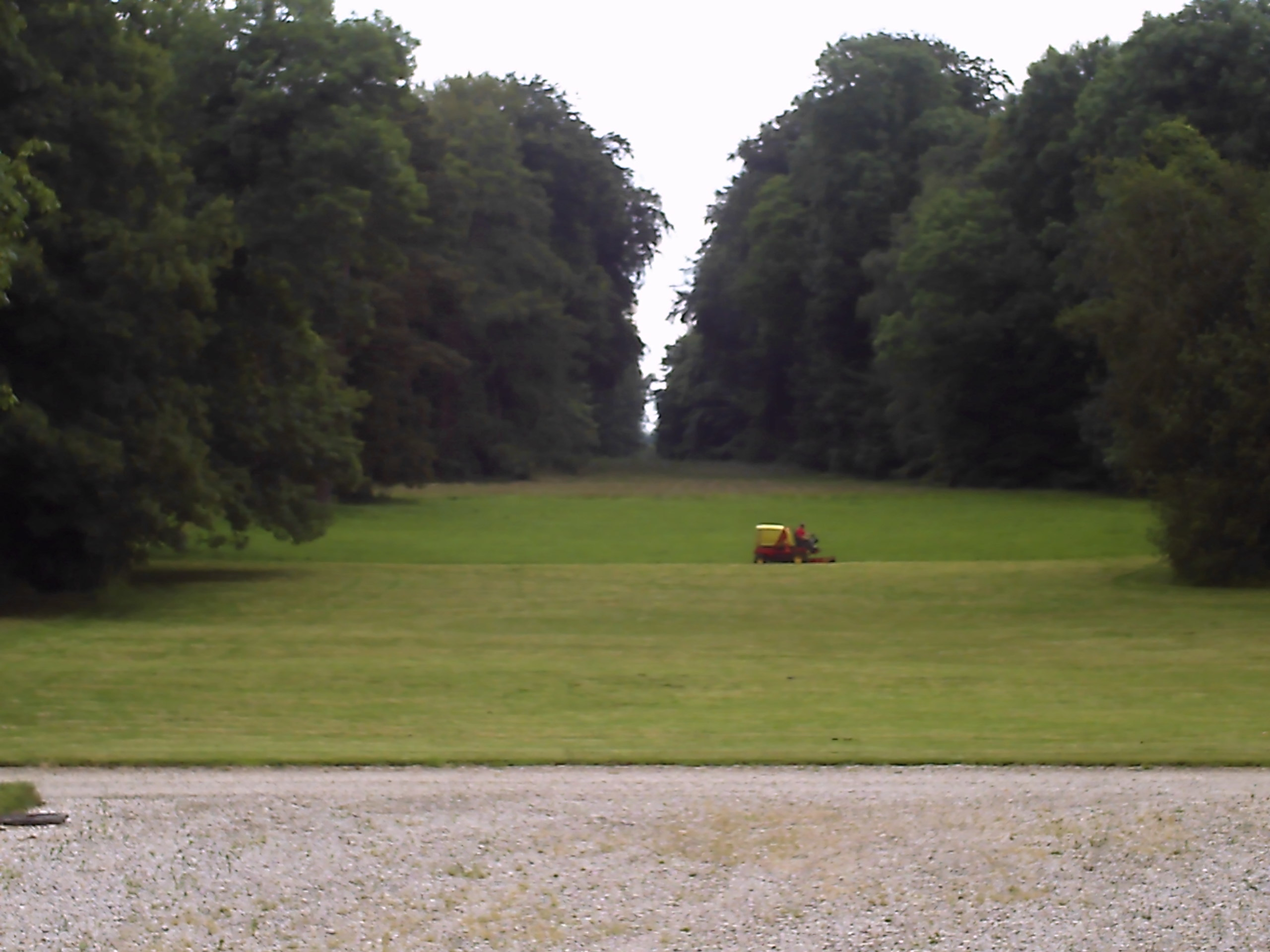
La longue perspective de hêtres devant le château.
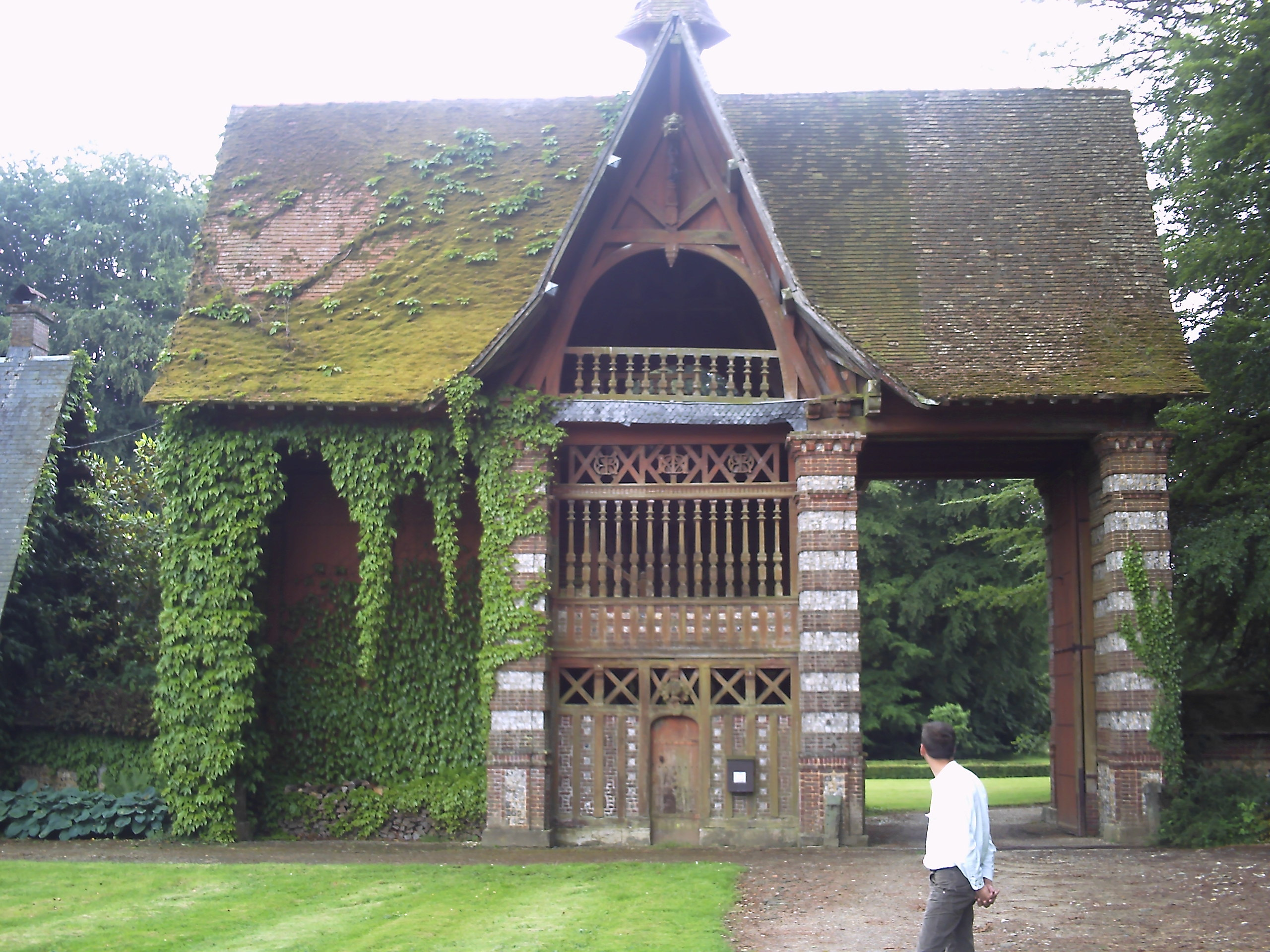
La grange dîmière.
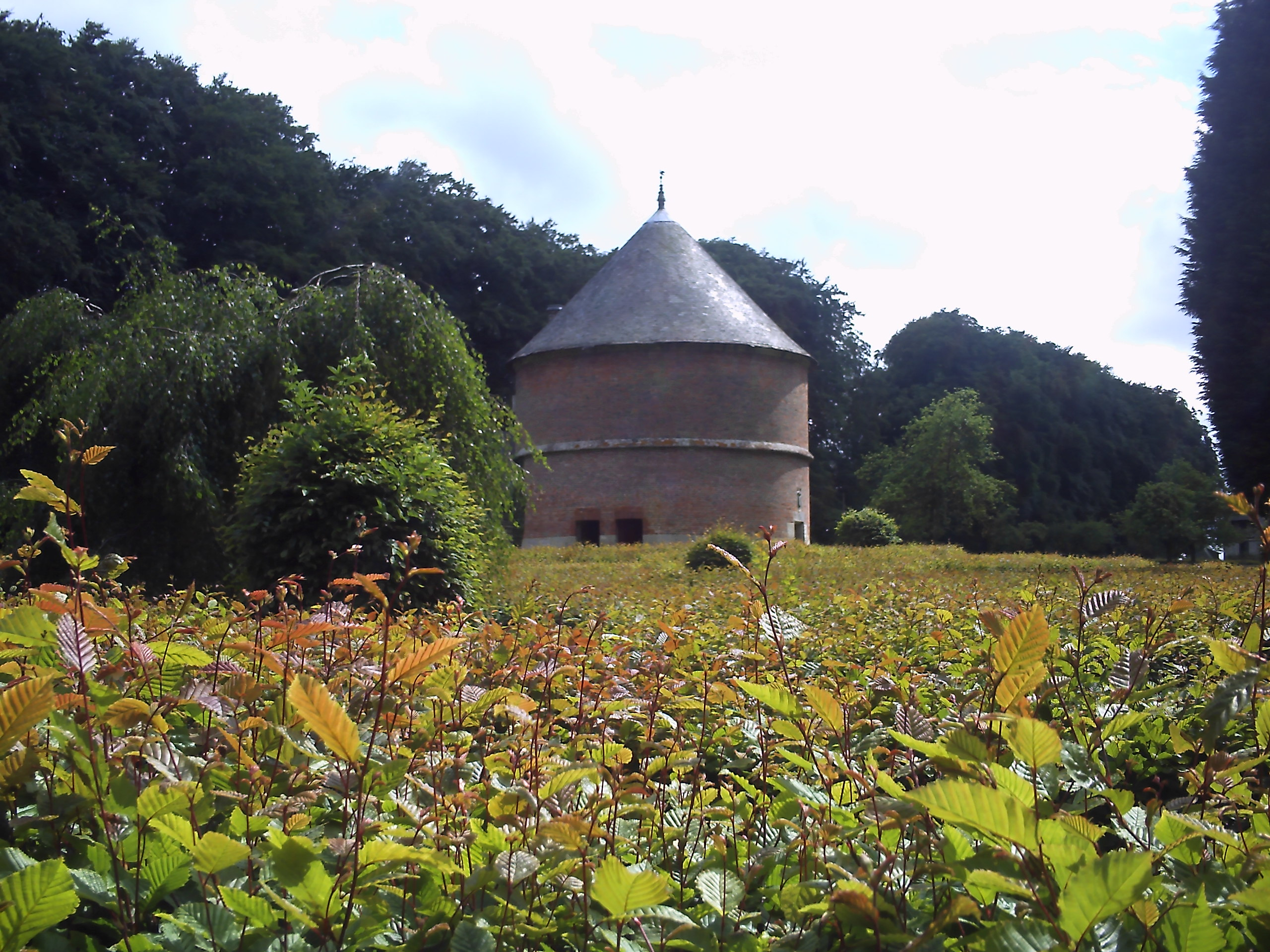
Le colombier entouré d'un labyrinthe végétal.
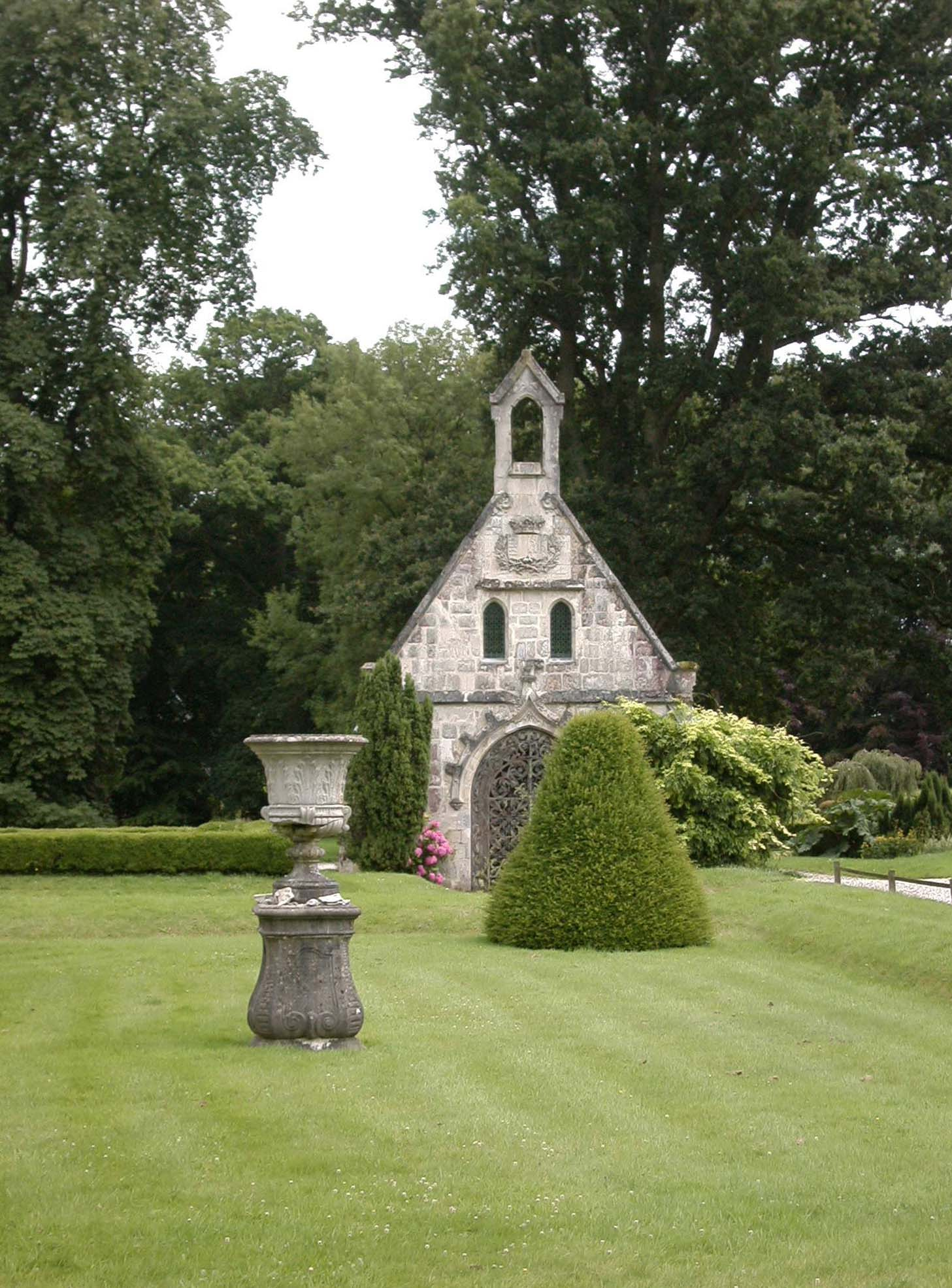
La chapelle.